# Hlin

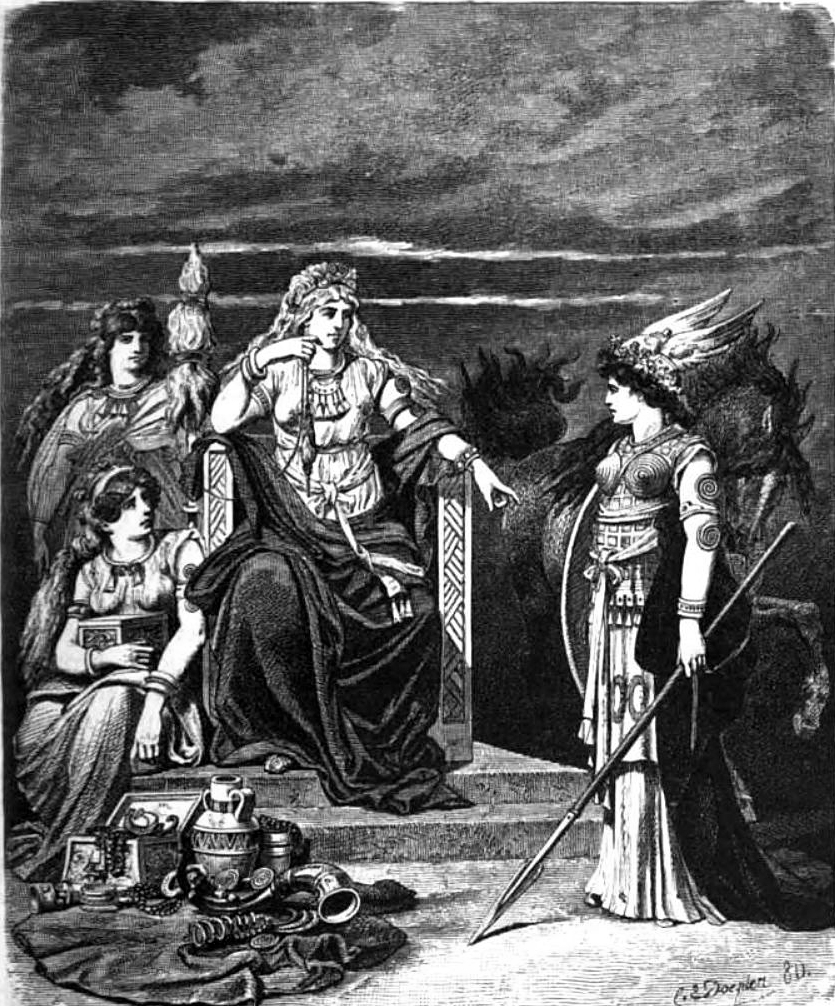
"Frigg y sus sirvientes" (1882) por Carl Emil Doepler.

En mitología nórdica, Hlin ("protectora" en nórdico antiguo) es una diosa asociada con la diosa Frigg. Protegía a los hombres sobre los que también la diosa Frigg velaba en caso de peligro
La Edda prosaica escrita en el siglo XIII por Snorri Sturluson, menciona de ella: "la duodécima, Hlin; ella es la encargada de proteger a los hombres que Frigg quiere librar de algún peligro; de ahí viene el dicho de que alguien hleinir cuando se salva de algo".
Hlín aparece también en un poema en la Edda poética, compilado en el siglo XIII de fuentes tradicionales más tempranas, y en kennings encontrado en poesía escáldica. Se ha teorizado que Hlín podría ser otro nombre para Frigg.